# نیک‌زیستی

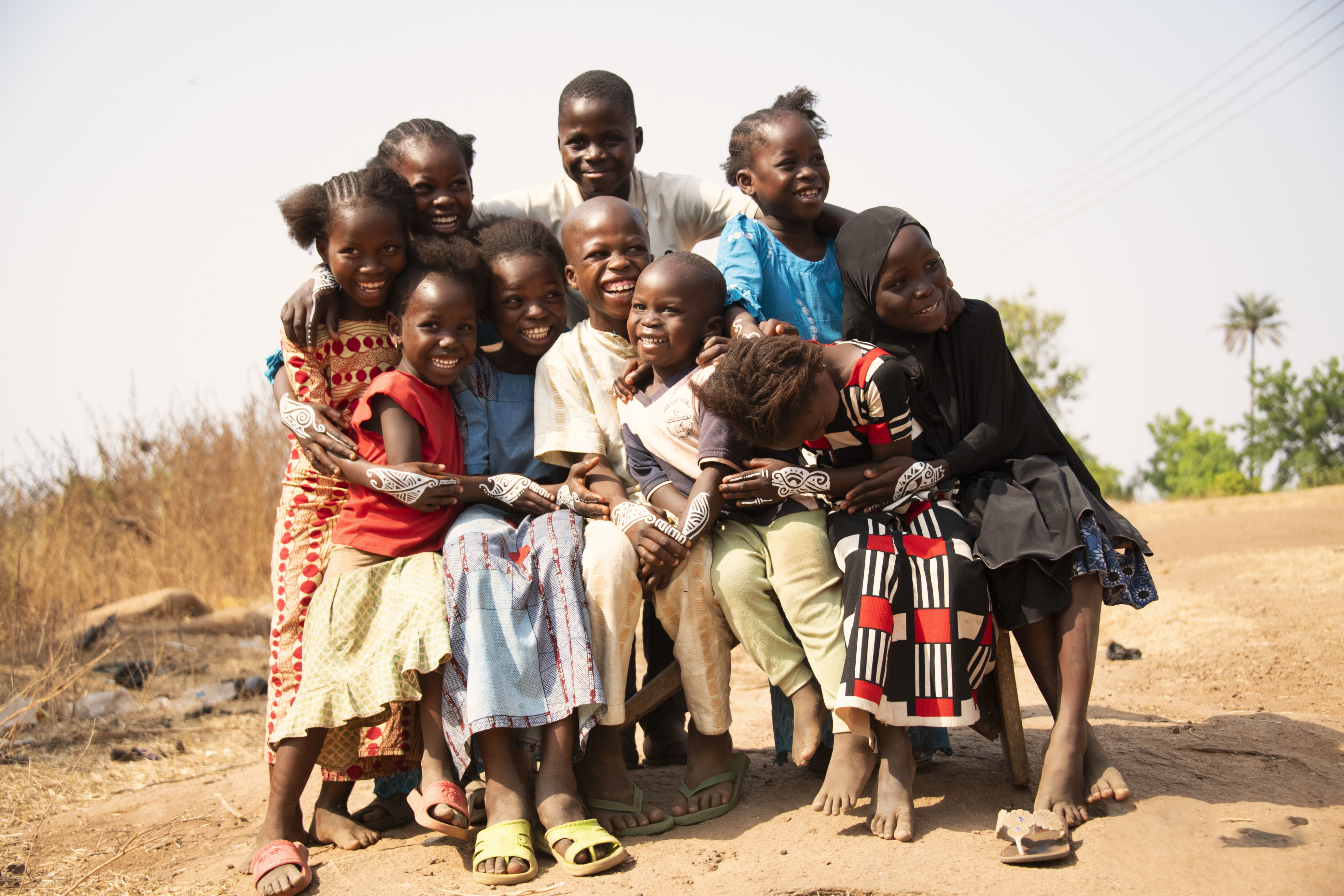
کودکانی که به نظر می‌رسند بعد از یک کلاس هنری، احساس خوبی را تجربه می‌کنند، به نمایش می‌گذارند

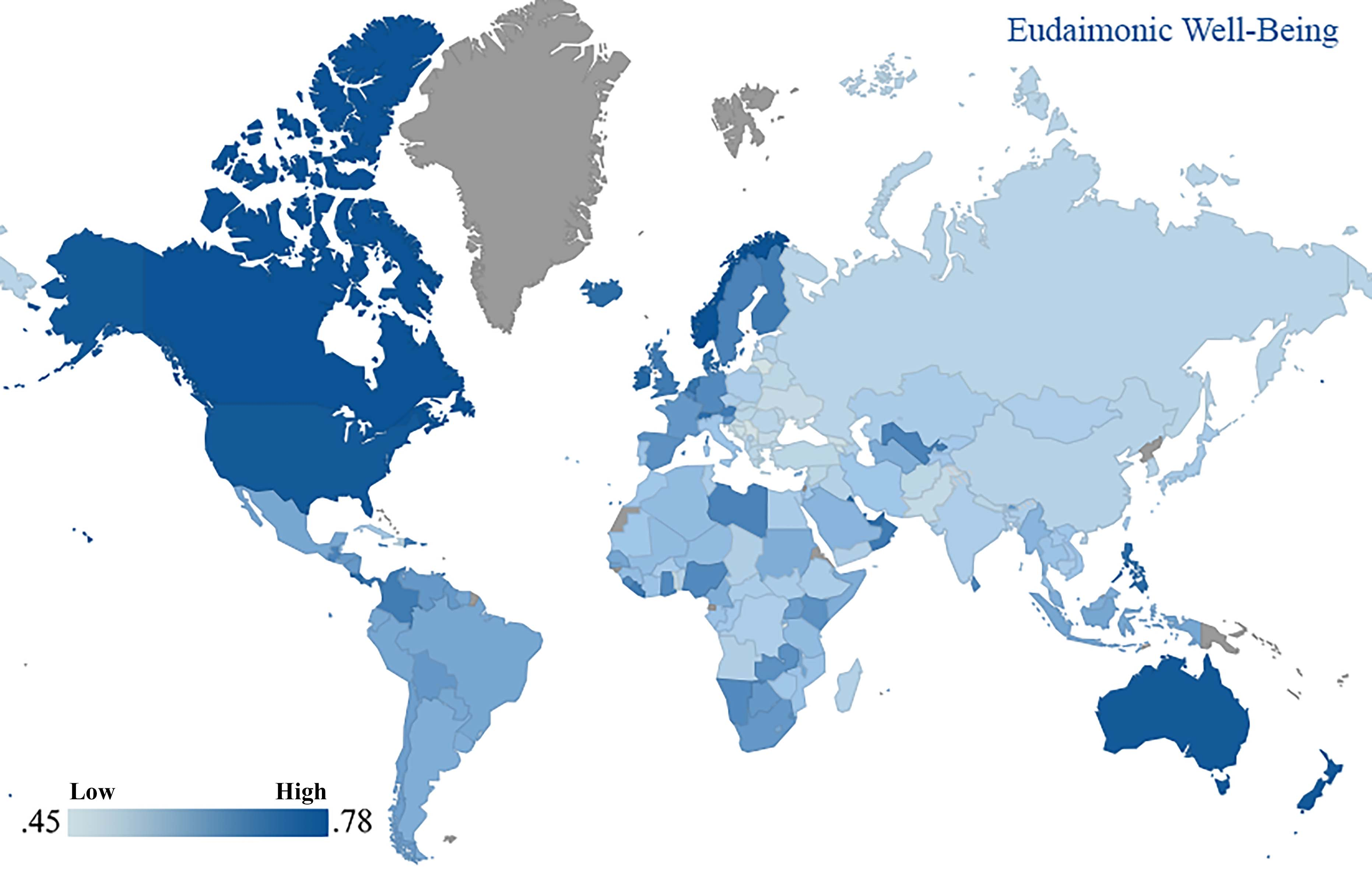
بهزیستی خوش‌روانی در ۱۶۶ کشور بر اساس داده‌های نظرسنجی جهانی گالوپ

نیک‌زیستی (به انگلیسی: Well-being) که به نام‌های نیک‌بود، به‌زیستی، آسایش سلامتی، ارزش احتیاطی یا کیفیت زندگی نیز شناخته می‌شود، به عنوان متغیری از هیچ تا درجه بالایی از رفاه در نظر گرفته شده‌است. این استفاده از نیک‌زیستی در زمان‌های بعد گسترش یافته و جنبه منفی را نیز شامل می‌شود. با هدف درک اینکه چگونه متغیرهای محیطی مسیر مختلف بر نیک‌زیستی در حین پیاده‌روی یا دوچرخه‌سواری تأثیر می‌گذارند، اصطلاح «بیماری محیطی» ابداع شده‌است.
اشکال مختلف نیک‌زیستی، مانند ذهنی، جسمی، اقتصادی یا عاطفی اغلب به هم مرتبط هستند.

## دید کلی
نیک‌زیستی به چیزی گفته می‌شود؟ که ذاتاً برای کسی ارزشمند است. پس سعادت یک فرد آن چیزی است که در نهایت برای این شخص خوب است، چیزی که به نفع این شخص است. بهزیستی می‌تواند به رفاه مثبت و منفی اشاره داشته باشد. در معنای مثبت آن، گاهی در مقابل بیماری به عنوان نقطه مقابل آن قرار می‌گیرد. اصطلاح " بهزیستی ذهنی " بیانگر چگونگی تجربه و ارزیابی زندگی افراد است. که معمولاً در رابطه با بهزیستی گزارش شده توسط خود از طریق پرسشنامه اندازه‌گیری می‌شود. گاهی انواع مختلف بهزیستی مانند رفاه روانی، رفاه جسمی، رفاه اقتصادی یا رفاه عاطفی متمایز می‌شود. شکل‌های مختلف رفاه اغلب به هم مرتبط هستند. به عنوان مثال، بهبود رفاه فیزیکی (مثلاً با کاهش یا ترک اعتیاد) با بهبود رفاه عاطفی مرتبط است. به عنوان مثال دیگر، رفاه اقتصادی بهتر (مانند داشتن ثروت بیشتر) با رفاه عاطفی بهتر حتی در موقعیت‌های نامطلوب مانند دنیاگیری کووید-۱۹ مرتبط است. بهزیستی نقش اصلی را در فلسفه اخلاق بازی می‌کند، زیرا کاری که ما باید انجام دهیم، حداقل تا حدی بستگی به این دارد که چه چیزی زندگی یک نفر را بهتر یا بدتر می‌کند. از نظر رفاه‌گرایی، ارزش‌های دیگری غیر از رفاه وجود ندارد.

## مدل شش‌عاملی بهزیستی روان‌شناختی
1. خودپذیری
2. رشد شخصی
3. هدف در زندگی
4. تسلط بر محیط زیست
5. خودمختاری
6. روابط مثبت با دیگران

هم بریتانیا و هم نیوزلند، تمرکز بر رفاه جمعیت در چارچوب اهداف سیاسی خود را آغاز کرده‌اند.